# Globális felmelegedési potenciál
A globális felmelegedési potenciált (GWP, azaz global warming potential) gázok üvegházhatásának számszerűsítésére használják. Azonos tömegű szén-dioxidhoz képest határozzák meg az értékét, meghatározott időintervallumra (ez általában 100 év). A szén-dioxid GWP-je definíció szerint 1.
| Gáz                                  | Élettartam (évek) | GWP Idő horizont | GWP Idő horizont | GWP Idő horizont |
| ------------------------------------ | ----------------- | ---------------- | ---------------- | ---------------- |
| Gáz                                  | Élettartam (évek) | 20 év            | 100 év           | 500 év           |
| Metán                                | 12                | 62               | 23               | 7                |
| dinitrogén-oxid                      | 114               | 275              | 296              | 156              |
| HFC-134a (fluorozott szénhidrogének) | 13,8              | 3300             | 1300             | 400              |
| HFC-23 (fluorozott szénhidrogének)   | 260               | 9400             | 12000            | 10000            |
| kén-hexafluorid                      | 3200              | 15100            | 22200            | 32400            |